# جماعت اسلامی مصر
جماعت اسلامی مصر (به عربی: الجماعة الإسلامية في مصر) یک جنبش اسلام‌گرای سنی مصری است که توسط آمریکا و اتحادیه اروپا به عنوان گروه تروریستی شناخته می‌شوند. این گروه سعی در جایگزین کردن دولت فعلی مصر با حکومت اسلامی را دارند. این گروه هم‌زمان با به قدرت رسیدن محمد مرسی اعلام کردند که با شیوه‌های غیر مسلحانه می‌خواهند به تشکیل دولت اسلامی کمک برسانند.
از سال ۱۹۹۲ تا ۱۹۹۸، جماعت اسلامی با مبارزه مسلحانه علیه دولت مصر مبارزه کرد و طی آن حداقل ۷۹۶ پلیس و سرباز مصری، جنگجویان جماعت اسلامی و غیرنظامیان کشته شدند. در طول جنگ، اجماعت اسلامی توسط دولت‌های ایران و سودان و همچنین القاعده حمایت شد. دولت مصر در آن زمان از ایالات متحده حمایت کرد.
گفته می‌شود این گروه تنها سازمان واقعی جنبش اسلامی در مصر می‌باشد. در حالی که ترور رئیس جمهوری مصر انور سادات در سال ۱۹۸۱ توسط یک گروه اسلامی دیگر بنام، جهاد اسلامی مصر، انجام شد بعضی‌ها تأیید می‌کنند که جماعت اسلامی مسئول یا حداقل در ارتباط با ترور انور سادات بوده‌است. در سال ۲۰۰۳، رهبری گروه و چندین نفر از مقامات عالی‌رتبه آن از زندان آزاد شدند و این گروه مجاز به از سرگیری فعالیت‌های صلح‌آمیز نیمه قانونی شد. عمر عبدالرحمان، روحانی که اکنون زندانی شده‌است، رهبر روحانی جنبش بود.
پس از انقلاب مصر در سال ۲۰۱۱، این جنبش یک حزب سیاسی، تشکیل داد که در انتخابات سال ۲۰۱۱ در مجلس نمایندگان مصر ۱۳ کرسی کسب کرد.

## تاریخچه

### ریشه در دانشگاه‌ها
جماعت اسلامی به عنوان یک سازمان پوششی برای گروه‌های شبه نظامی دانشجویی مصر شروع بکار کرد، مانند جهاد اسلامی مصر پس از آنکه رهبری اخوان المسلمین متهم به خشونتهای دهه ۱۹۷۰ شد، شکل گرفت.
در ابتدا، این گروه عمدتاً در دانشگاه‌ها فعالیت می‌کرد و عمدتاً از دانشجویان بودند. در اصل، آن‌ها در اقلیت جنبش دانشجویی مصری بودند که در آن زمان تحت سلطه ناصریستها و مارکسیست‌های چپ بود. چپگرایان به شدت به دولت جدید سادات انتقاد می‌کردند و از او می‌خواستند تا با انتقامجویی علیه اسرائیل وارد جنگ شود، در حالی که رئیس جمهور سادات می‌خواست ابتدا ارتش را بازسازی کند. با این حال، با برخی از «همکاری گسسته و تاکتیکی» با دولت، مخالفان چپگرا به موفقیت‌هایی دست یافتند، این گروه‌ها شروع به گسترش تأثیراتشان در سال ۱۹۷۳ کردند.
جماعت به سرعت در دانشگاه‌ها گسترش یافت و در انتخابات اتحادیه به یک سوم آرای دانشجویان دست یافت. با این پیروزی‌ها آن‌ها یک پلت فرم ایجاد کردند که از طریق آن انجمن‌ها برای لباس اسلامی، پوشش زنان و جداسازی جامعه از طریق جنسیت تلاش می‌کردند. مدیران مدارس با این اهداف مخالفت کردند. در مارس ۱۹۷۶ آن‌ها در جنبش دانشجویی «نیروهای غالب» بودند و در سال ۱۹۷۷ «آنها کنترل کامل دانشگاه‌ها را در دست گرفتند و سازمان‌های دیگر به صورت غیر علنی درآمدند».

### گسترش
دولت مصر به ریاست انور سادات توسط گروه‌های اسلامی به دلیل صلح با اسرائیل مورد تهدید قرار می‌گرفت و گروه‌ها قرارداد کمپ دیوید را سرزنش کرده و به آن صلح شرم‌آور با یهودیان می‌گفتند. همچنین قرارداد کمپ دیوید با اسرائیل تا سال ۱۹۷۹ دولت آن‌ها را مورد آزار و اذیت قرار داد ولی تعداد آن‌ها به‌طور پیوسته افزایش می‌یافت. در سال ۱۹۷۹ سادات تلاش کرد تا نفوذ انجمن‌ها را از طریق یک قانون که قدرت اتحادیه‌های دانشجویی را به اساتید و مدیران انتقال می‌داد، کاهش دهد. در دهه ۱۹۸۰، اسلامگرایان به تدریج به دانشگاه‌ها نفوذ کردند. دانشگاه آسیوت، صحنه برخی از درگیری‌های شدید بین اسلام گرایان و مخالفان آن‌ها (از جمله نیروهای امنیتی، سکولارها و قبطی‌ها) بود، رئیس جمهور و سایر مدیران ارشد - که اسلام‌گرا بودند - از درخواست‌های جماعت اسلامی برای پایان دادن به کلاس‌های مختلط و کاهش ثبت نام زنان در دانشگاه حمایت کردند. در سایر دانشگاه‌ها، جماعت اسلامی همچنین کلاس‌های مختلط، فیلم‌ها، کنسرت‌ها و رقص‌ها را ممنوع کرد و ممنوعیت خود را با باشگاه‌ها و بارها به اجرا درآورد.

## حملات
- ۸ ژون ۱۹۹۲ قتل فرج فوده
- ۲۶ ژون ۱۹۹۵ تلاش برای قتل حسنی مبارک در آدیس آبابا
- ۲۰ اکتبر ۱۹۹۵ بمب‌گذاری در ایستگاه پلیس
- ۲۸ آوریل ۱۹۹۶ تیراندازی در هتل اروپایی قاهره و قتل ۱۸ یونانی که با یهودیان اشتباه گرفته بودند.
- ۱۷ نوامبر ۱۹۹۷ قتل‌عام اقصر که باعث کشته شدن ۵۸ توریست و ۴ مصری شد.

## پیوند بیرونی
- Al-Gama'a al-Islamiyya (Center for Nonproliferation Studies, Monterey Institute of International Studies)
- Article about Islamist resistance in Egypt
- Article in the Economist about more recent developments
- al-Gama'a al Islam home page
- Egypt's Jihad Group leader wants end to violence
- Violence won't work: how author of 'jihadists' bible' stirred up a storm
- The Rebellion Within a New Yorker article about terrorists renouncing violence, with significant attention paid to the Islamic Group